# Írás (folyóirat)
Az Írás Huzella Ödön Nagyváradon indított irodalmi folyóirata. Első száma 1932. augusztus 28-án jelent meg, második számával megszűnt. A tiszavirág-életű lap az álirodalom és álművészet ellen hirdetett harcot; hasábjain Benedek Marcell Magyar író 1932-ben címmel az írók sorsának bizonytalanságát elemzi a gazdasági válság éveiben, éles bírálattal a könyvkiadókkal szemben. Ebben az "irodalmi, művészeti, zenei hetilap"-ban kezdi meg Szántó György A gáz c. regényének közlését (a lap megszűnte után az Aradi Közlönyben jelent meg folytatásokban), s itt hozzák nyilvánosságra Babits Mihály egy 1908-ban Nagyváradon Horvát Henrik műfordító névjegyére írt nyolcsoros versét (Gyöngylelet). A munkatársak közt szerepel Berde Mária. A lap lefektetett lúdtollat ábrázoló fejlécét Morvay Árpád készítette.